# Regreso a Moira
Regreso a Moira es un telefilme español dirigido por Mateo Gil incluido en "Películas para no dormir".

## Sinopsis
Tomás, un escritor de éxito de edad avanzada, ha pasado fuera de España los últimos cuarenta años. Tras la súbita y violenta muerte de su esposa, recibe, inesperadamente, una vieja carta del tarot: la carta de “Los Amantes”, que parece tener para él un inquietante significado.

## Reparto
| Intérprete         | Personaje             |
| ------------------ | --------------------- |
| Juan José Ballesta | Tomás joven           |
| Natalia Millán     | Moira                 |
| Jordi Dauder       | Tomás                 |
| Victoria Mora      | Carmen                |
| David Arnaiz       | Carlos Martínez joven |
| Adrián Marín       | Vicente joven         |
| José Ángel Egido   | Carlos Martínez       |
| Miguel Rellán      | Vicente               |
| Mayte Cedeño       | Fantasma              |
| Joserra Cadiñanos  | Don Anselmo           |
| Walter Prieto      | Ramón                 |
| Elisa Medina       | Mujer 1               |
| Helena Castañeda   | Mujer 2               |
| Elsa Bodem         | Greta                 |
| Juan Aballe        | Marc (voz)            |
| Joe Lewis          | Tomás (voz)           |

- Datos: Q17274785